# Време љубави
Време љубави је југословенски љубавни црно-бели омнибус који су режирали Влада Петрић и Никола Рајић. Снимљен је 1965. године у студију Авала филма,

## Кратак садржај
Овај љубавни филм састоји се из две приче. У првој причи главни лик је 16-годишња девојка која тешко пролази кроз живот без родитељског надзора, а у другој главни лик је болешљива и мршава девојка, којој брат покушава да нађе мужа на градском вашару. Она покушава да одбије просце, а у бекству од брата сусреће се са братовљевим другом, Милијом, трубачем.

## Улоге
| Глумац                   | Улога                  |
| ------------------------ | ---------------------- |
| Зинета Мусић             | Данка                  |
| Неда Спасојевић          | Јела                   |
| Јован Јанићијевић Бурдуш | Јелин брат             |
| Љиљана Крстић            | Данкина мајка          |
| Беким Фехмију            | Милија                 |
| Царка Јовановић          |                        |
| Нада Млађеновић          |                        |
| Ружица Сокић             | Милијина жена          |
| Вука Костић              |                        |
| Данило Бата Стојковић    | Ратко                  |
| Љиљана Јовановић         |                        |
| Зоран Ратковић           |                        |
| Ташко Начић              | Милутин                |
| Јовиша Војиновић         |                        |
| Павле Вуисић             |                        |
| Гизела Вуковић           | Стрина                 |
| Никола Милић             | Човек са псима         |
| Коле Ангеловски          | Младић                 |
| Слободан Ђурић           | Станар (Данкина љубав) |
| Зоран Ивановић           |                        |
| Бранислав Младеновић     |                        |
| Младен Млађа Веселиновић |                        |